# Rita O'Hare
Rita O'Hare, de nom de soltera Rita McCulloch, (Belfast, c. 1943 – Dublín, 3 de març de 2023) va ser una activista política i política irlandesa, militant de l'IRA Provisional, secretària general del Sinn Féin entre 2007 i 2009 i representant del partit als Estats Units entre 1998 i 2023.

## Trajectòria
Rita McCulloch va néixer i es va criar a Belfast, Irlanda del Nord, filla d'una mare nacionalista catòlica i d'un pare socialista protestant. Va tenir germà supervivent anomenat Alan McCulloch. O'Hare va participar en la campanya dels drets civils i més tard es va convertir en republicana. Va ser editora del diari republicà irlandès An Phoblacht a la dècada de 1980 i principis de 1990. També va ser directora de publicitat del Sinn Féin, succeint a Danny Morrison en el càrrec.
El 1972 va ser arrestada a Irlanda del Nord per l'intent d'assassinat del suboficial de l'exèrcit britànic Frazer Paton a Belfast l'octubre de 1971. També es va haver d'enfrontar als càrrecs de ferides doloses i tinença d'armes de foc. En ser posada en llibertat sota fiança, va fugir a Dublín, a la República d'Irlanda, on vivia amb la seva família. No va poder tornar al Regne Unit a causa d'una ordre de detenció pendent. El Sinn Féin va presentar el seu cas al govern britànic com una militant de l'IRA «exiliada», que s'estava considerant perquè pogués tornar a Irlanda del Nord.
O'Hare va complir una condemna de tres anys a la presó de Limerick per haver realitzat contraban d'explosius amb un membre de l'IRA i va ser alliberada el 1979. Després de la seva posada en llibertat, la seva extradició de la República d'Irlanda va ser bloquejada, ja que l'Alt Tribunal irlandès va dictaminar el març de 1978 que no havia de ser extradida a Irlanda del Nord, sobre la base que els delictes que se suposa que havia comès estaven dins de l'excepció de delicte polític.
Amb seu a Dublín, se li va prohibir temporalment l'entrada als Estats Units després d'haver viatjat a Florida per a una reunió (els termes del visat especial exigien que primer avisés a les autoritats abans del viatge). No se li va concedir una visa regular a causa de l'ordre pendent.
El 3 de març de 2023, després de patir una llarga malaltia, va morir a casa seva de Dublín als 80 anys.